# Возвращение Казановы (фильм)
«Возвращение Казановы» (фр. Le Retour De Casanova) — французский кинофильм режиссёра Эдуара Нирманса, снятый по мотивам одноимённой повести Артура Шницлера. Вышел в прокат 13 мая 1992 года.

## Сюжет
Джакомо Казанова постарел, его славные амурные похождения остались в прошлом. Но он не может смириться с тем, что его время ушло. В фильме показано соперничество Казановы и молодого лейтенанта Лоренци, который не считает его серьёзным противником.

## В ролях
- Ален Делон — Джакомо Казанова
- Вадек Станчак — Лоренци
- Ален Кюни — маркиз
- Фабрис Лукини — Камиль
- Эльза Лунгини — Марколина
- Делия Боккардо — Амели
- Жак Боде — аббат

## Награды
Номинация на «Золотую пальмовую ветвь» (Каннский кинофестиваль 1992 года).